# 亨里克三世 (格沃古夫)
亨里克三世（波蘭語：Henryk III głogowski，约1255年—1309年），格沃古夫公爵，康拉德一世的長子，1274年至1309年在位。

## 家庭
1291年，亨里克三世與布倫瑞克的瑪蒂爾德結婚，兩人共有五個兒子：
1. 亨里克四世（約1292年—1342年）
2. 康拉德一世（約1294年—1366年）
3. 波列斯瓦夫（英语：Bolesław of Oleśnica）（約1295年—1321年）
4. 揚（英语：John, Duke of Ścinawa）（約1298年—1365年）
5. 普熱姆科（英语：Przemko II of Głogów）（約1305年—1331年）

| 亨里克三世 (格沃古夫) 皮雅斯特王朝出生于：约1255年逝世於：1309年12月3日 | 亨里克三世 (格沃古夫) 皮雅斯特王朝出生于：约1255年逝世於：1309年12月3日 | 亨里克三世 (格沃古夫) 皮雅斯特王朝出生于：约1255年逝世於：1309年12月3日 |
| 統治者頭銜                                                              | 統治者頭銜                                                              | 統治者頭銜                                                              |
| ----------------------------------------------------------------------- | ----------------------------------------------------------------------- | ----------------------------------------------------------------------- |
| 前任者： 康拉德一世                                                     | 格沃古夫公爵 1274年–1309年                                              | 繼任者： 瑪蒂爾德                                                       |
| 前任者： 亨里克五世                                                     | 希齊納瓦公爵 1290年–1309年                                              | 繼任者： 亨里克四世 康拉德一世 波列斯瓦夫 揚 普熱姆科二世               |
| 前任者： 亨里克五世                                                     | 奧萊希尼察公爵 1294年–1309年                                            | 繼任者： 亨里克四世 康拉德一世 波列斯瓦夫 揚 普熱姆科二世               |
| 前任者： 亨里克五世                                                     | 納梅斯武夫公爵 1294年–1309年                                            | 繼任者： 亨里克四世 康拉德一世 波列斯瓦夫 揚 普熱姆科二世               |
| 前任者： 康拉德二世                                                     | 薩根公爵 1304年–1309年                                                  | 繼任者： 亨里克四世 康拉德一世 波列斯瓦夫 揚 普熱姆科二世               |
| 前任者： 波希米亞的瓦茨拉夫二世                                         | 大波蘭公爵 1305年–1309年                                                | 繼任者： 亨里克四世                                                     |
| 前任者： 波希米亞的瓦茨拉夫二世                                         | 波茲南公爵 1305年–1309年                                                | 繼任者： 亨里克四世 康拉德一世 波列斯瓦夫 揚 普熱姆科二世               |
| 前任者： 波希米亞的瓦茨拉夫二世                                         | 格涅茲諾公爵 1305年–1309年                                              | 繼任者： 亨里克四世 康拉德一世 波列斯瓦夫 揚 普熱姆科二世               |
| 前任者： 波希米亞的瓦茨拉夫二世                                         | 卡利什公爵 1305年–1306年                                                | 繼任者： 波列斯瓦夫三世                                                 |
| 前任者： 波列斯瓦夫三世                                                 | 卡利什公爵 1307年–1309年                                                | 繼任者： 亨里克四世 康拉德一世 波列斯瓦夫 揚 普熱姆科二世               |